# 艦船模型スペシャル
『艦船模型スペシャル』は模型雑誌の名称。発行はモデルアート社。艦船模型を中心とした紙面構成である。現代の艦船から、大戦時の艦船まで広く扱う。

## 概要
2001年に発行された。以後、年に4冊発行される。